# Stary Sokołów
Stary Sokołów est une localité polonaise de la gmina et du powiat de Końskie en voïvodie de Sainte-Croix.